# Molenfeuer Mukran
Das Molenfeuer Mukran ist ein kleiner Leuchtturm, der als Lateralzeichen die Einfahrt in den Fährhafen Sassnitz bezeichnet.
Der achteckige und 14 Meter hohe Betonturm wurde 1995 auf dem Kopf der Hafenmole errichtet. Das grün-weiß-grüne Molenfeuer markiert die Steuerbordseite der Hafeneinfahrt und zeigt als Kennung ein grünes Gleichtaktfeuer mit einer Wiederkehr von vier Sekunden (Iso.G.4s). Über der Laterne ist eine Radarantenne montiert.
Das Molenfeuer wird von der Fährhafen Sassnitz GmbH betrieben. Seit dem Ausbau der Hafenanlage ist der Zugang zur Mole und zum Leuchtturm nicht mehr möglich.